# Пристава (Љутомер)
Пристава (словен. Pristava) је насељено место у општини Љутомер, Помурска регија, Словенија.

## Историја
До територијалне реорганизације у Словенији била је у саставу старе општине Љутомер.

## Становништво
У попису становништва из 2011. године, Пристава је имала 275 становника.
| Број становника према пописима | Број становника према пописима | Број становника према пописима |
| ------------------------------ | ------------------------------ | ------------------------------ |
| 1991                           | 2002                           | 2011                           |
| 255                            | 277                            | 275                            |

Напомена: Године 1990. умањено за део насеља који је припојен насељу Строчја вас.